# Octodon degus
Il degu (Octodon degus) o degù o ottodonte è un roditore, originario del Cile, dall'aspetto simile a un grosso gerbillo dalle larghe orecchie.

## Caratteristiche
I degu sono caratterizzati da una coda formata da un sottile strato di epidermide che ricopre le vertebre e che in caso di pericolo si stacca lasciandole scoperte e non ricrescendo (infatti può capitare che rimanga in mano al veterinario o al padrone se non ne sono al corrente). Le zampe sono caratterizzate dalla presenza di artigli che li aiutano nell'arrampicarsi. Vivono in tunnel sotterranei e sono animali diurni.
Sono erbivori e si nutrono di ogni tipo di vegetale e radici. Tuttavia le patate, le melanzane e le parti verdi dei pomodori sono velenose per il loro organismo.

## Crescita
I maschi diventano maturi a circa 6 mesi, mentre le femmine a circa 3-6 mesi.
Le femmine sono riproduttive per tutto l'anno e possono generare 2-3 nidiate l'anno.
La madre comincia a svezzare i cuccioli dopo 4-6 settimane di vita, i quali cominciano ad aprire gli occhi dopo 3-4 giorni di vita.
Appena nati i cuccioli pesano 15 g per arrivare allo stadio adulto pesando 300 g e raggiungendo una lunghezza massima dai 13 ai 20 cm (per entrambi i sessi).

## Allevamento
Quando allevati come animali domestici, è opportuno porre attenzione all'alimentazione. È assolutamente dannoso dargli da mangiare carboidrati, zuccheri o troppa frutta: sono infatti soggetti a diabete, che potrebbe portarli a sviluppare cataratte, alla cecità o - nei casi peggiori - alla morte.
I degu solitamente si riproducono una volta all'anno e l'ovulazione della femmina è stimolata durante l'accoppiamento. Se si possiede una coppia di questi e non li si vuole far riprodurre la cosa migliore è castrare il maschio o sterilizzare la femmina, in quanto non ci sono segni evidenti, a parte l'ingrossamento della vulva, che ne determinino lo stato. Il numero di degu nati da una sola cucciolata può variare da uno a sette. Per quel che riguarda il comportamento di questi animali, a differenza della maggior parte dei roditori, il maschio non tende a uccidere i piccoli, anzi, si prende costantemente cura di loro alternandosi con la madre, quindi non occorre separarli se li si possiede. Dopo il parto la femmina è di nuovo in calore, ma la possibilità di una seconda cucciolata è molto bassa. Appena nati i cuccioli non hanno la capacità di termoregolarsi, e non possono aprire gli occhi se non raramente. Li apriranno comunque entro pochi giorni.
Dopo alcune settimane i cuccioli sono svezzati dai genitori e cominciano a imitare il loro comportamento come ogni mammifero.
La vita media dei degu, in natura, di solito è di tre anni a causa dei predatori; ma, se animali da compagnia, possono arrivare alla veneranda età di 10 e in qualche raro caso se tenuti bene fino a 11 anni.
Il sistema digerente del degus va particolarmente curato con una dieta creata dal veterinario perché molto sensibile, così come i denti particolarmente attaccabili da carie e da ascessi.
Il degus va tenuto in luoghi asciutti e caldi perché facilmente colpito da polmonite.